# Козельщинська селищна рада
Козельщинська селищна рада — орган місцевого самоврядування у Козельщинському районі Полтавської області з центром у смт Козельщині.
Козельщінській селищній раді підпорядковані такі населені пункти:
- смт Козельщина
- с. Квіти
- с. Лозки
- с. Омельниче
- с. Павлівка
- с. Підгорівка

## Влада
Загальний склад ради — 30
Селищні голови (голови селищної ради)
- Піщаний Дмитро Іванович[1]

31.10.2010 — по цей час